# Списак хрватских изума
Ова листа садржи изуме, открића и њихове проналазаче / открића из Хрватске.
| Број | Изум                                        | Проналазач                                                                          |
| ---- | ------------------------------------------- | ----------------------------------------------------------------------------------- |
| 1    | брзинометар                                 | Јосип Белушић                                                                       |
| 3    | отисци прстију                              | Иван Вучетић                                                                        |
| 4    | динамо                                      | Марцел пл. Кјепач                                                                   |
| 5    | дозиметрија                                 | Игор Дворник                                                                        |
| 6    | електрична сијалица са металном нити        | Фрањо Ханаман и др. Александар Јуст                                                 |
| 7    | хидраулична дијамантска ротациона бушилица  | Антон Лучић                                                                         |
| 8    | хидроелектрана - прва у Европи              | Вјекослав пл. Мајхснеро                                                             |
| 9    | Интелигенција                               | Џон Артур Мишковић                                                                  |
| 10   | кравата                                     | Јожа Баталеков                                                                      |
| 11   | Магла                                       | Анте Маглица                                                                        |
| 12   | МP3 плејер                                  | Томислав Узелац                                                                     |
| 13   | падобран                                    | Фауст Вранчић                                                                       |
| 14   | хемијска оловка                             | Славољуб Пенкала                                                                    |
| 15   | Наплата паркинга путем мобилног телефона    | Изумитељи у Випнету                                                                 |
| 16   | Пуратићево витло                            | Марио Пуратић                                                                       |
| 17   | ракетни мотор                               | Херман Поточник                                                                     |
| 18   | орбитална свемирска станица                 | Херман Поточник                                                                     |
| 19   | сумамед                                     | Слободан Ђокић, Горјана Радобоја-Лазаревски, Зринка Тамбурасев и Габријела Кобрехел |
| 20   | теорија сила и структура материје           | Руђер Бошковић                                                                      |
| 21   | торпедо                                     | Иван Лупис                                                                          |
| 22   | Вегета                                      | Злата Бартл                                                                         |
| 23   | Распрашивач на траци                        | Иван Крунић                                                                         |
| 24   | ветрењача са аеродинамичним лопатицама      | Анте Келава                                                                         |
| 25   | пептидни антибиотик                         | Давор Јуретић                                                                       |
| 26   | ЛАМЕНЕ                                      | Небојша Бошковић и Бранимир Матијашевић                                             |
| 27   | Двоструко објављивање                       | Бенедикт Котруљевић                                                                 |
| 28   | Парна машина за прање веша и парно купатило | Петар Мишковић                                                                      |

## Види више
- Хрватски проналазачи
- Наука у Хрватској
- Славољуб Пенкала
- Руђер Бошковић